# 아틀레 셀베르그
아틀레 셀베르그(노르웨이어: Atle Selberg, 1917년 6월 14일 - 2007년 8월 6일) 박사는 노르웨이의 수학자이다.
스리니바사 라마누잔 박사의 영향을 많이 받았으며 고등학교를 졸업할 즈음에 벌써 라마누잔 세타 함수의 위수 결정에 관한 논문을 발표한바 있는 조숙한 수학자였다. 초기에는 해석 정수론, 특히 리만 가설 등을 연구해서 중요한 결과를 얻었지만 일약 그의 이름을 유명하게 한 것은 소수 정리의 초등적 증명의 발표를 통해서였다.
그는 이러한 실적에 의해 마침내 1950년 필즈 상을 수상했다. 셀베르그의 체(Selberg's sieve)를 처음 고안하였고 필즈상 수상 이후에도 불연속군을 연구해 자취 공식을 발견하였으며 셀베르그 제타 함수(en:Selberg zeta function)를 구성해 리만 가설과 유사한 명제를 증명하는 등 큰 업적을 남겼다.

## 학력
- 1933년~1939년: 오슬로 대학교 수학과 (석사)
- 1939년~1942년: 오슬로 대학교 수학과 (박사)

## 같이 보기
- 셀베르그 클래스
- L-함수